# Caco Ciocler
Carlos Alberto "Caco" Ciocler (ur. 27 września 1971 w São Paulo w stanie São Paulo) – brazylijski aktor telewizyjny, teatralny i filmowy.

## Wybrana filmografia

### Seriale TV
- 1996: Dziedziczna nienawiść (O Rei do Gado) jako Jeremias Berdinazzi
- 1997: Miłość jest w powietrzu (O Amor Está no Ar) jako Davi
- 1997: Po prostu miłość (Por Amor) jako Médico
- 1998: Twoja decyzja (Você Decide)
- 1998: Złote ciało (Corpo Dourado) jako Ojciec Estevão
- 1998: Pecado Capital jako Rodrigo
- 2000: Mur (A Muralha) jako Bento Coutinho
- 2000: Przepych (Esplendor) jako Lázaro
- 2001: Upadły anioł z nieba (Um Anjo Caiu do Céu) jako Davi
- 2002: Piąta z piekła (O Quinto dos Infernos) jako Dom Miguel
- 2002: A Guerra dos Paulistas
- 2003: Czekolada z pieprzem (Chocolate com Pimenta) jako Miguel/Martim
- 2005: Ameryka (América) jako Edward Talbot (Ed)
- 2006: JK jako Leonardo Faria
- 2006: Na kartach życia (Páginas da Vida) jako Renato Martins
- 2007: Dwie twarze (Duas Caras) jako Claudius Maciel
- 2009: Jesteś tutaj (Você Está Aqui)
- 2009: Droga do Indii (Caminho das Índias) jako Murilo
- 2010: Kuracja (A Cura) jako dr Luís Camillo
- 2011: Zaczarowana opowieść (Cordel Encantado) jako Pułkownik Pedro Falcão
- 2012: Brazylijczyk (As Brasileiras) jako Marcelo
- 2012: Salve Jorge jako Celso Alcântara Vieira
- 2013: Poza horyzont (Além do Horizonte) jako André
- 2014: Boogie Oogie jako Paulo

### Filmy fabularne
- 1999: Droga przez sny (Caminho dos Sonhos) jako Rabino Jacó
- 2001: Olśnienie (Bicho de Sete Cabeças) jako Rogério
- 2001: Moje życie w twoich rękach (Minha Vida em Suas Mãos) jako Antônio
- 2001: Xango z Baker Street (O Xangô de Baker Street) jako Miguel
- 2002: Lara jako Guima
- 2002: Pasja Jacobina (A Paixão de Jacobina) jako João Lehn
- 2002: Przytłaczający (Avassaladoras) jako Miguel
- 2003: Desmundo jako Ximeno Dias
- 2003: Km 0 jako Sam
- 2004: Limbo
- 2004: Prawie Bracia (Quase Dois Irmãos) jako Miguel - 70 lat
- 2004: Olga jako Luís Carlos Prestes11
- 2004: Seks, miłość i zdrada (Sexo, Amor e Traição) jako Miguel
- 2005: Jak to jest, albo kilo? (Quanto Vale ou É por Quilo?)
- 2005: Winicjusz (Vinícius)
- 2007: Niezapomniany (Inesquecível) jako Guilherme Quiroga
- 2008: Dzień M (O Dia M) jako Almeida
- 2008: Zwrotnik Raka (Trópico de Cancêr)
- 2009: Wczorajszy dzień (Um Dia de Ontem) jako Pepe
- 2011: Rodzina sprzedaje wszystko (Família Vende Tudo) jako Ivan Cláudio (Jecivandro)
- 2011: Strzały (Disparos) jako inspektor Freire
- 2012: 2 Króliki (2 Coelhos) jako Walter
- 2012: Najmniej (De Menor) jako Carlos
- 2012: Podoba mi się Fela (Gosto do Fel) jako Wanderley
- 2012: Chronometraż (Timing)
- 2012: Moje słodkie pomarańczowe drzewo (Meu Pé de Laranja Lima) jako José Mauro de Vasconcelos